# Estádio Wutaishan
O Estádio Wutaishan (Chinês simplificado: 五台山体育场) é um estádio multiusos no Centro de Desportos de Wutaishan (Chinês simplificado: 五台山体育中心). Localiza-se em Nanquim, China.  É actualmente usado sobretudo para jogos de futebol, podendo albergar 18.500 espectadores.